# 탈레스 그룹

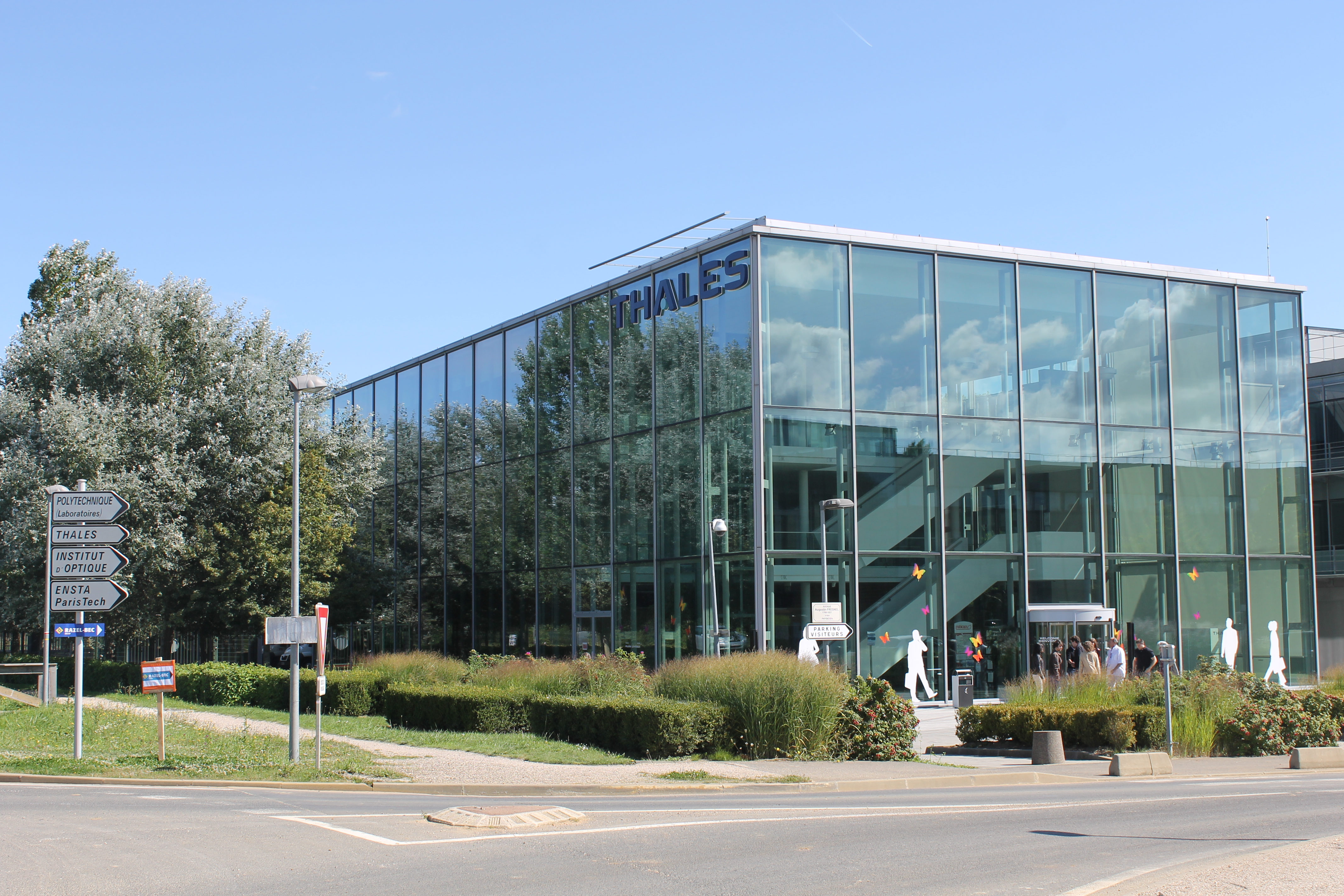

탈레스 그룹(Thales Group)은 프랑스의 다국적 기업이다. 본부는 라데팡스에 있다.
탈레스의 주식은 프랑스 정부가 일부 소유하고 있다. 2011년 현재 50개국 이상에서 활동중이며, 종업원수는 80,000명, 매출액은 13억 유로다. 포춘 글로벌 500에서 세계 475위 대기업이다. 세계 10위 방위산업체이며, 탈레스 매출액의 55%가 방산제품이다.

## 역사
1893년 톰슨-휴스턴이 기원이다. 1968년 톰슨-CSF를 설립했다.
2000년 12월, 영국 레이컬 일렉트로닉스를 13억 파운드에 인수합병한 직후, 톰슨-CSF에서 그리스 철학자 탈레스의 이름으로 사명을 변경했다.

## 대한민국
2000년 삼성전자와 합작하여 삼성탈레스를 설립했다.
2015년 한화는 삼성으로부터 방산 계열사를 인수하며 탈레스가 보유한 삼성탈레스 지분에 대해 풋·콜옵션 매매계약을 맺었다.
2016년 한화탈레스(옛 삼성탈레스)는 프랑스 탈레스가 보유한 한화탈레스 지분을 전량 인수하기로 하여 완전한 독자경영권을 확보했다.

## 같이 보기
- 탈레스레이시온시스템